# Cadmo (nome)
Cadmo  è un nome proprio di persona italiano maschile.

## Varianti in altre lingue
- Basco: Kadmo
- Catalano: Cadme
- Esperanto: Kadmo
- Francese: Cadmos
- Galiziano: Cadmo
- Greco antico: Κάδμος (Kadmos)[2]
  - Femminili: Καδμηίς (Kadmis)[2]
- Inglese: Cadmus
- Latino: Cadmus[1]
- Lituano: Kadmas
- Polacco: Kadmos
- Portoghese: Cadmo
- Serbo: Кадмо (Kadmo)
- Sloveno: Kadem
- Spagnolo: Cadmo
- Ungherese: Kadmosz

## Origine e diffusione

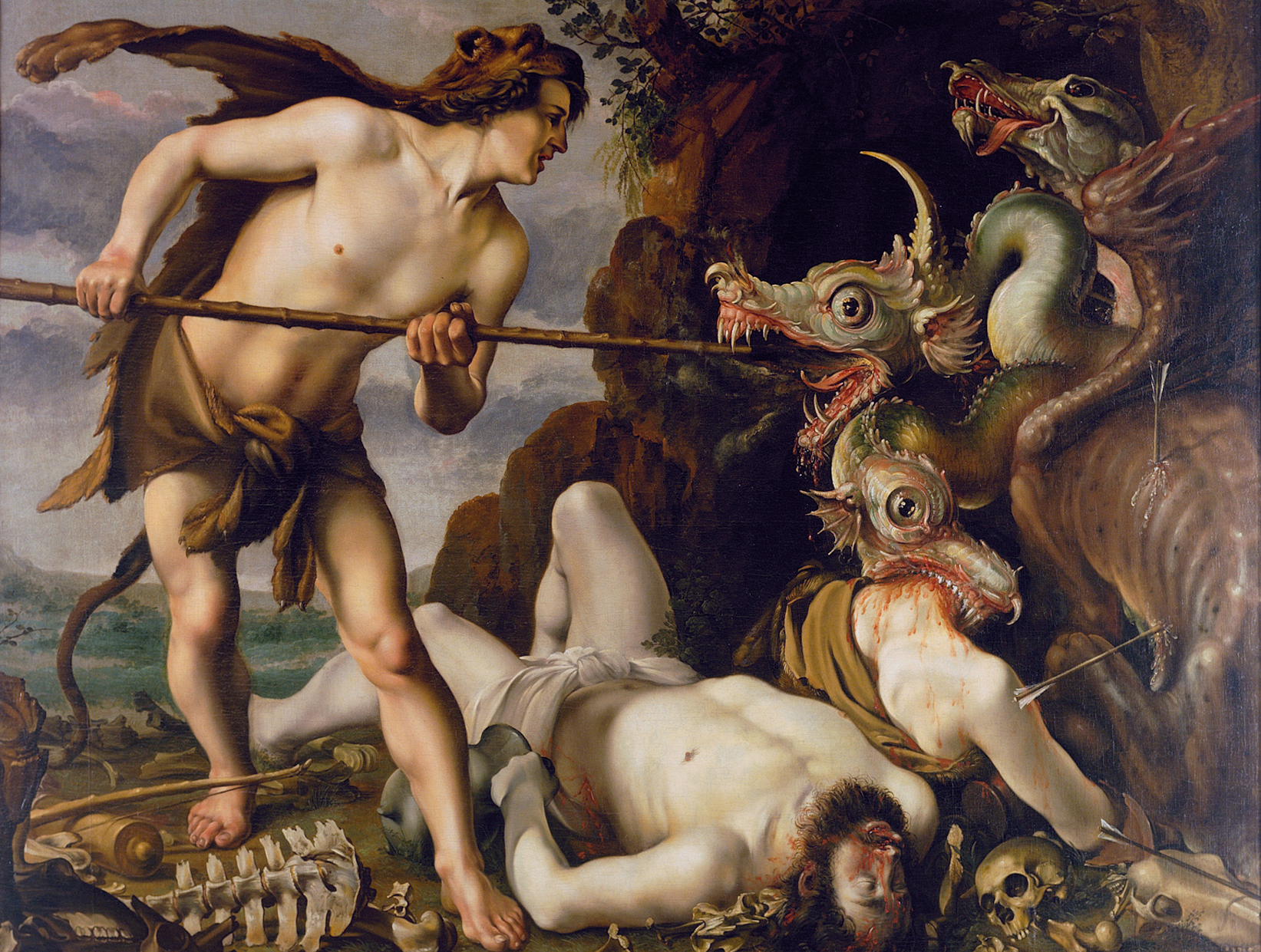
Cadmo uccide il drago, di Hendrick Goltzius

Nome di tradizione classica, è presente nella mitologia greca, dove Cadmo era un fenicio che fondò la città di Tebe, fratello di Europa e marito di Armonia.
L'origine del suo nome è ignota. All'interno della lingua greca, potrebbe essere ricondotto a kekasmai (<*kekadmai, "splendere"), e alcune fonti gli danno il significato di "istruttore", ma data l'origine del personaggio non è escludibile una derivazione semitica, dalla radice qdm ("est", "oriente"), con il possibile significato di "orientale", "che viene dall'est". Alternativamente, potrebbe anche essere di origine pregreca.

## Onomastico
Il nome è adespota, non essendo portato da alcun santo patrono. L'onomastico può pertanto essere festeggiato il giorno di Ognissanti, che è il 1º novembre.

## Persone
- Cadmo di Cos, politico greco antico
- Cadmo di Mileto, storico greco antico

## Il nome nelle arti
- Cadmus Peverell è un personaggio della serie di romanzi Harry Potter, scritta da J. K. Rowling.